# 不可译性
不可译性是指文本或发言在翻译成另一种语言时无法找到对等物的特性。被认作不可翻译的文本属于词汇空缺（lacuna）。“不可译性”一词出现在描述难以实现所谓完美翻译之时，所依据的观念是某些概念和词汇的关联性极强，以至于不可能对其进行准确的翻译。